# Cabera crassata
Cabera crassata är en fjärilsart som beskrevs av W. Warren 1904. Cabera crassata ingår i släktet Cabera och familjen mätare. Inga underarter finns listade i Catalogue of Life.